# Adjarra I
Adjarra I est un arrondissement situé dans le département de l'Ouémé au Bénin. Il est sous la juridiction administrative de la commune d'Adjarra,.

## Géographie

### Biodiversité

#### Flore
L'arrondissement d'Adjarra I fait partie des localités ayant connu des études dans le cadre de la recherche de préservation du couvert végétal du Bénin. Quatre forêts sacrées abritant des divinités sont répertoriées en août 2013. Les essences caractéristiques de ces forêts sont constitutés de Cola gigantea; Nesogordonia habingaensis; Milicia Exelsa; Manihot esculenta; Eucalyptus camaldulensis; Trichilia monadelpha; et des Hura
crepitans .

### Administration
Adjarra I fait partie des 6 arrondissements que compte la commune d'Adjarra. Il est composé de 07 villages et quartiers de ville que sont : 
1. Adovié
2. Adovié Alaga
3. Ahouandji
4. Hounhouèko
5. Hounsinvié
6. Hounvè
7. Sèdjè-Gbéta[5]

## Toponymie

### Histoire
L'arrondissement d'Adjarra I est une subdivision administrative béninoise. Il devient officiellement un arrondissement de la commune d'Adjarra le 27 mai 2013 après la délibération et adoption par l'Assemblée nationale du Bénin en sa séance du 15 février 2013 de la loi n° 2013-O5 du 15/02/2013 portant création, organisation, attributions et fonctionnement des unités administratives locales en République du Bénin.

## Population et société

### Démographie
Selon le recensement général de la population et de l'habitation (RGPH4) conduit par l'Institut national de la statistique et de l'analyse économique (INSAE), la population d'Adjarra I compte 2888 ménages pour 12 226 habitants.
| Indicateurs          | 2013  |
| -------------------- | ----- |
| Nombre de ménages    | 2888  |
| Population féminine  | 5848  |
| Population masculine | 6378  |
| Population totale    | 12226 |

### Culte
La population autochtone est adepte du culte Oro, divinité abritée par des forêts sacrées,.

## Galerie de photos

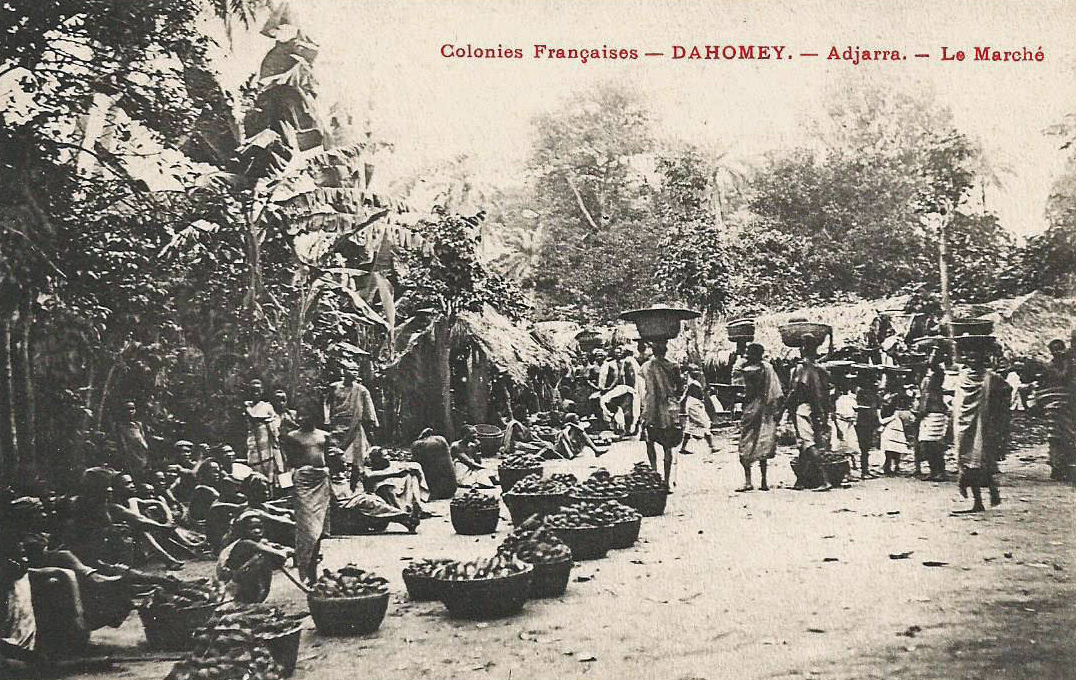
Le marché d'Adjarra(Dahomey)

## Référence
1. ↑   sur insae.bj
2. ↑  « Monographie complète des communes des départements de l'Atlantique et du Littoral », sur decentralisation.gouv.bj, juin 2017 (consulté en juillet 2021).
3. ↑  « L'événement Précis – Décentralisation au Bénin : Voici l’intégralité des 5290 villages et quartiers créés par l’Assemblée » (consulté le 16 juillet 2021).
4. 1 2  AGOSSA Noé Aristide Sèton, « Répertoire des Forêts sacrées dans les Départements de l’Ouémé et du Plateau » [PDF], sur undp.org, août 2013 (consulté le 30 avril 2023), p. 9-10-11.
5. ↑  « INSAE - Statistiques Démographiques », sur insae.bj (consulté le 16 juillet 2021).
6. ↑  « Loi N° 2013-05 du 27 mai 2013 portant création, organisation, attributions et fonctionnement des unités administratives locales en République du Bénin », sur fao.org (consulté le 16 juillet 2021).
7. ↑  « RGPH_Cahier des villages et quartiers de ville - Benin Data Portal », sur benin.opendataforafrica.org (consulté le 16 juillet 2021).
8. ↑  « RGPH_Cahier des villages et quartiers de ville - Benin Data Portal », sur benin.opendataforafrica.org (consulté le 16 juillet 2021).
9. ↑  « The ICCA Registry », sur The ICCA Registry (consulté le 30 avril 2023).